# Fred Basset
Fred Basset – brytyjski serial animowany z 1976 roku będący adaptacją komiksu Alexa Grahama. 

## Wersja polska
- Wersja polska: Studio Opracowań Filmów w Warszawie
- Reżyseria: Zofia Aleksandrowicz-Dybowska
- Dialogi: Krystyna Subocz (odc. 1-7, 14-20); Joanna Klimkiewicz (odc. 8-13)
- Dźwięk: Alina Hojnacka
- Montaż: Jolanta Nowaczewska (odc. 1-7); Gabriela Turant (odc. 8-20)
- Kierownictwo produkcji: Mieczysława Kucharska

Źródło:

## Lista odcinków
- 1. Pechowy dzień (Out on a Limb)
- 2. Tajemnicza siła (Mysterious powers)
- 3. Znów ten pech (Dogged by misfortune)
- 4. Wspólnicy (Taking it like a Champ)
- 5. Oko w oko (Eye to Eye)
- 6. Psie wakacje (Pen Pals)
- 7. Przejażdżka (Driven to distraction)
- 8. Obietnica (One over paw)
- 9. Gwizdek (Wind Whistle)
- 10. Pieskie życie (Dog House Blues)
- 11. Kość niezgody (Bone of Confetion)
- 12. Domowe obowiązki (Housebennel)
- 13. Bez telewizora (TV - Break)
- 14. Nieustraszony Fred (Fearless Fred)
- 15. Trening (Training Session)
- 16. Ranek (Morning After)
- 17. Pomocna dłoń (Lending a Hand)
- 18. Szczeniak (A Puppies Tail)
- 19. Wycieczka (Pathfinder)
- 20. Odnaleziona zguba (Lost and found)